# Cal Cepillot
Cal Cepillot és una obra de Gaià (Bages) inclosa a l'Inventari del Patrimoni Arquitectònic de Catalunya.

## Descripció
Edifici civil. Masia orientada al sud- oest. Tipus I de la classificació de J. Danés. Edifici de dues plantes amb construccions annexes sense interès arquitectònic. Porta d'arc de mig punt adovellada. Material de construcció= pedra i tàpia.

## Història
No es tenen notícies històriques, encara que l'edifici fou construït probablement a finals de segle xviii.